# Bad Griesbach im Rottal
Bad Griesbach im Rottal è un comune tedesco di 8 431 abitanti, situato nel land della Baviera.